# William Hoste

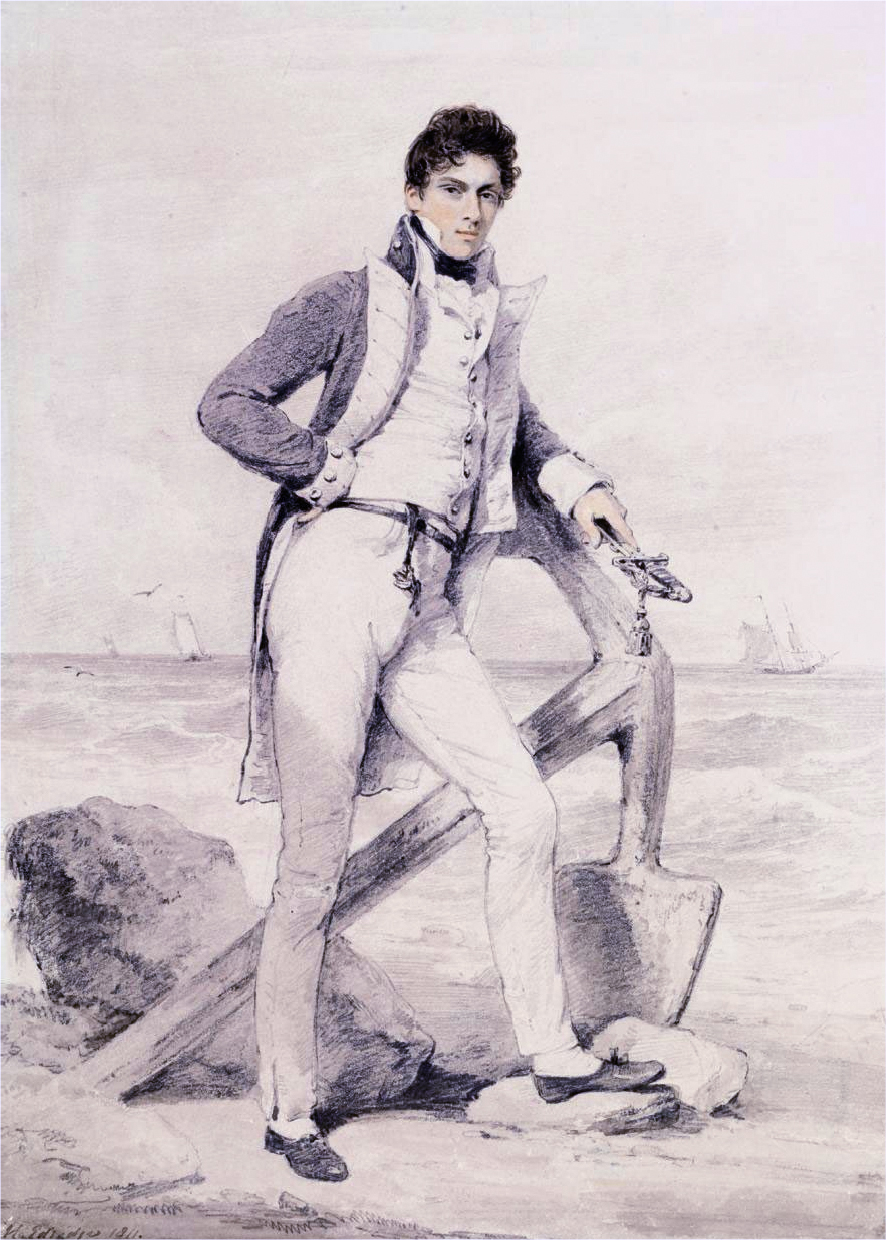
Retrato del Capitán Hoste.

William Hoste (26 de agosto de 1780-6 de diciembre de 1828) fue un capitán de la Marina Real británica. Nació en Ingoldisthorpe, en el condado de Norfolk, Inglaterra. Destacó por diversas acciones durante las guerras napoleónicas.

## Infancia
William fue educado en King's Lynn y después en Paston School, donde Horatio Nelson había estudiado unos años antes. El padre de William, Dixon Hoste, consiguió que entrase a formar parte de la tripulación del HMS Europa cuando tenía tan solo cinco años como sirviente del capitán. Sin embargo, no llegó a ir al mar hasta los doce años.
Ese momento coincidió con el estallido de la guerra contra Francia en febrero de 1793. Como no tenía ningún contacto en la Marina, Dixon Hoste pidió a un amigo que le ayudase a presentar a su hijo a lord Nelson, a quien se le acababa de conceder el mando del HMS Agamemnon.

## Primeros años en la Marina
Nelson aceptó que William viniera como sirviente al Agamemnon, el cual llegó a Portsmouth en abril de 1793. El barco se unió a la flota del Mediterráneo bajo el mando de Samuel Hood. Nelson mencionaba continuamente a William en sus cartas, lo describía como un chico muy inteligente. Con el apoyo de Nelson, fue ascendido a guardiamarina el 1 de febrero de 1794.
Se trasladó con Nelson al HMS Captain en 1796 y en ese barco participó en la batalla del Cabo de San Vicente. En 1797 luchó en la batalla de Tenerife, en la que Nelson perdió un brazo. Nelson ascendió a William a teniente. Ese mismo año tomó parte en el HMS Theseus en la batalla del Nilo bajo el mando del capitán Miller. Tras la batalla Nelson envió un informe favorable sobre Hoste, por lo que se le entregó el mando del bergantín HMS Mutine. Se convirtió, por tanto, en capitán a la edad de 18 años. Se unió a la tropa de Cádiz, donde fue confirmado su ascenso en diciembre de 1798.
Hoste conservó el mando del Mutine durante tres años, primero acompañando a Nelson y después a lord Keith. Su carrera parecía haberse estancado cuando, posiblemente gracias a Nelson, fue promovido por lord Saint Vincent en 1802.
En ese momento Hoste estaba en Alejandría, donde se contagió de malaria, lo que le afectó durante largo tiempo a su salud. Se trasladó a Atenas para recuperarse. Allí estudió cultura clásica hasta que tomó el mando del HMS Eurydice, con el que navegó por las costas africanas.

## Acciones destacadas
Nelson le concedió en 1805 en Cádiz el mando de la fragata HMS Amphion. Al mando de este barco fue enviado en una misión diplomática a Argelia, por lo que se perdió la batalla de Trafalgar y no se enteró de la muerte de Nelson hasta que volvió en noviembre. No haber podido participar en la batalla junto a Nelson le supuso un duro golpe.
Tuvo varios éxitos durante el año y medio siguiente en el Mediterráneo, por lo que le fue concedido el mando en el mar Adriático. Aquí llevó a cabo una agresiva campaña contra la flota franco-italiana. A finales de 1809 había hundido y capturado unos 200 barcos.
Mandaba un pequeño destacamento de fragatas, el Amphion, el Active y el Cerberus, con las que continuó la campaña contra los franceses. Entre marzo y abril destruyó 46 barcos. El 13 de marzo de 1811 se enfrentó a una escuadra franco-veneciana al mando del comodoro Bernard Dubourdieu cerca de la isla de Lissa. La batalla fue conocida como la batalla de Lissa.
La escuadra de Dubourdieu contaba con siete fragatas y cuatro barcos menores y tropas italianas para invadir la isla, con lo que tenía una gran ventaja numérica. El oficial francés imitó el ataque de Nelson en Trafalgar, dividiendo su flota en dos líneas e intentando cortar la línea británica. Sin embargo, Hoste consiguió animar a sus tripulantes enviándoles el mensaje «Recordad a Nelson» y gracias a su gran liderazgo y sus aptitudes marineras venció a la flota enemiga. Gracias a esta victoria logró frenar el avance de los franceses por los Balcanes.
El Amphion resultó gravemente dañado y tuvo que volver al Reino Unido para ser reparado. Allí se le concedió a Hoste el mando del HMS Bacchante, aunque no volvió al Adriático hasta 1812. Trabajando junto a las fuerzas de Montenegro atacó la fortaleza de Cattaro, la cual acabó rindiéndose el 4 de enero de 1814. Atacó después Ragusa, la actual Dubrovnik, que también se rindió al ejército británico.
La salud de Hoste volvió a empeorar y tuvo que regresar a Inglaterra. En 1814 fue nombrado baronet y en 1815 fue nombrado caballero comendador de la Orden del Baño. Se casó en 1817 con lady Harriet Walpole, con quien tuvo seis hijos. En 1825 se le adjudicó el yate Royal Sovereign. Murió en 1828 debido a un catarro que afectó a sus ya debilitados pulmones.
- Datos: Q6961359
- Multimedia: Sir William Hoste, 1st Baronet / Q6961359